# Pere Culleré Ruciero
Pere Culleré Ruciero (Lo Bosquet d'Òrb, França, 1946) és un comerciant i activista polític.

## Biografia
Fill de Joan Culleré i Ibars, nasqué a la localitat occitana de Lo Bosquet d'Òrb degut a l'exili del seu pare. El 1969 començà a militar al Front Nacional de Catalunya (FNC) i des de 1971 el representà a l'Assemblea de Catalunya essent membre de la Comissió Permanent de la mateixa. El 1973 fou detingut en la caiguda dels 113 en la reunió de l'Assemblea que tenia lloc a la parròquia de Santa Maria Mitjancera de Barcelona, motiu pel qual va ser condemnat durant un mes a la presó Model de Barcelona.
El 1977 fou membre del Consell Executiu del FNC i el 1980 s'integrà a les llistes de Nacionalistes d'Esquerra a les eleccions del Parlament de Catalunya per la circumscripció de Lleida. Continuà la militància al FNC fins a la seva dissolució el 1990.